# No Name
No Name este o formație din Muntenegru. Au reprezentat Serbia și Muntenegru la Concursul Muzical Eurovision 2005.

## Membri
- Marko Perić - (2003–2006) (chitară bas)
- Marko Prentić (vocal, chitară solo)
- Danijel Alibabić (vocal)
- Branko Nedović (clape)
- Dragoljub Purlija (tobe)
- Bojan Jovović (clape, back vocal)

## Single-uri
- Za Tebe i Mene (Sunčane Skale 2004 - 2nd place)
- Budućnost (FK Budućnost Podgorica supporters' song)
- Zauvijek moja (Eurovision Song Contest 2005 - 7th place)
- Moja ljubavi (Evropesma 2006 - 1st place, withdrawn from Eurovision)
- Kad Budemo Zajedno (Music Festival Budva 2006)
- Moja Mala (duet with Macedonian singer Bojana)
- Postelja od Leda (Music Festival Budva 2007 - 2nd place)
- Kad Kažeš Ne (Radijski Festival 2007)